# 尾崎一夫
尾崎 一夫（おざき かずお、 1932年12月13日- ）は、日本山口県下関市出身のキリスト教宣教師(プロテスタント)、アンデスの声 (HCJB) 日本語国際放送専属アナウンサー。

## 人物
1961年3月21日、妻・久子（1925年 - 2006年）と結婚。後に夫妻は、2男1女をもうけることになる。
1963年、太平洋放送協会の職員「電波宣教師」として、エクアドルに赴任が決まる。
当初、尾崎はエクアドルへの赴任は余り乗る気ではなく、日本からの宣教師派遣の例もなく、充分な教会からの支援を得ることもできない中だったが、その後教会で行われた日曜学校で旧約聖書のヨナ書を朗読した時、「自分がヨナであること」を悟り、再び主にささげようと、エクアドル行きを申し出たという。
ただ、最初は教会からの必要経費が足りず、アメリカ合衆国での浮浪生活が続く。その後教会からの支援が拡大し、1964年1月6日にキトにやっと到着。その後スペイン語の練習を重ね、現地にある「アンデスの声」の専属日本語アナウンサーとして、同5月1日にまず南米向けの日本語放送を開始。妻・久子とともに出演し、「ふるさとの香りと、心の糧を届ける」ことを最大の目標に始まった日本語放送は、特に南米に移民した日本人・日系人の反響を集めた。その後も日系人移民の多い北アメリカや、アジアのリスナーに親しまれ、BCLの一大ブームが巻き起こる時には受信報告書やファンレターが殺到し人気を集める。
特に1977年に帰国した時にはBCL愛好者のための集いの講演に出席してファンとの交流を深めたほか、1987年に外務大臣賞、NHKワールド・ラジオ日本主催の国際放送の番組制作コンテストでも3年連続受賞など、多くのファンに親しまれた。
エクアドルからの日本語放送は2000年12月31日に終了したが、その後も不定期でエクアドル、あるいはHCJBオーストラリア（実質HCJB自団体の国外中継局）からの特別放送が行われ、リスナーの支持に応える形で2006年からHCJBオーストラリアを通しての本格的な日本語放送が再開（週末早朝）されており、淀橋教会内に日本事務所が設置された。
この間、尾崎夫妻はアメリカ合衆国・シカゴ郊外のイリノイ州ウィートン (Wheaton) に移住していたが、2006年9月17日には久子がガンのために死去した。現在も尾崎は番組に出演している。